# Cortada
Cortada és una possessió del terme de Llucmajor, Mallorca, situada a la Marina.
Anomenat per la població musulmana Rafal Benifici es transformà en Cortada, llinatge català d'algun dels seus propietaris.
Cortada confronta amb el camí del Palmer i amb les possessions de Son Seguí, sa Talaia, i es Masdéu. Es troba documentada des del 1229. El 1633 ja estava dividida. La porció major, amb les cases antigues, fou denominada Cortada o Cortada Vella i pertanyia al senyor Joan Antoni Güells, mercader. Tenia conreus de cereals i ramaderia ovina. Té cases. La menor, dita Cortadeta o Cortada Nova, situada entre Son Ballester i el torrent d'Alfàbia, era de Melcior Puig i tenia molí de sang, sementers de cereals i ramaderia ovina. Té cases.